# گورستان اما ۱۱
قبرستان اما ۱۱ مربوط به دوره ساسانیان است و در شهرستان مهران، بخش ملکشاهی، دهستان گچی، ۹۰۰ متری جنوب شرقی روستای اما واقع شده و این اثر در تاریخ ۲۶ اسفند ۱۳۸۶ با شمارهٔ ثبت ۲۲۱۴۰ به‌عنوان یکی از آثار ملی ایران به ثبت رسیده است.